# Tres Tombs d'Anglesola
Els Tres Tombs d'Anglesola és un dels Tres Tombs de Catalunya. L'esdeveniment aplega carros amb bèsties de diversa procedència i se celebra conjuntament amb una fira medieval anualment a mitjans d'abril, abans de la festivitat de Sant Jordi.
Organitzada per la Societat de Sant Antoni Abat d'Anglesola, es duen a terme diverses activitats relacionades amb el món equí i el passat, com la cercavila dels Tres Tombs, les exhibicions amb bèsties de càrrega, els concursos i les curses d'animals, la fira d'oficis tradicionals i els sopars medievals. Aquests Tres Tombs se celebren des del 1983, mentre que la Fira Medieval va començar a celebrar-se l'any 1996. El 2008 es recuperà la Processó de la Peste, basada en una obra de l'escriptor local Jaume Ballborda.